# (5170) Sissons
(5170) Sissons (1987 EH) – planetoida z pasa głównego asteroid okrążająca Słońce w ciągu 5,26 lat w średniej odległości 3,02 j.a. Odkryta 3 marca 1987 roku.